# Alfred Zamara

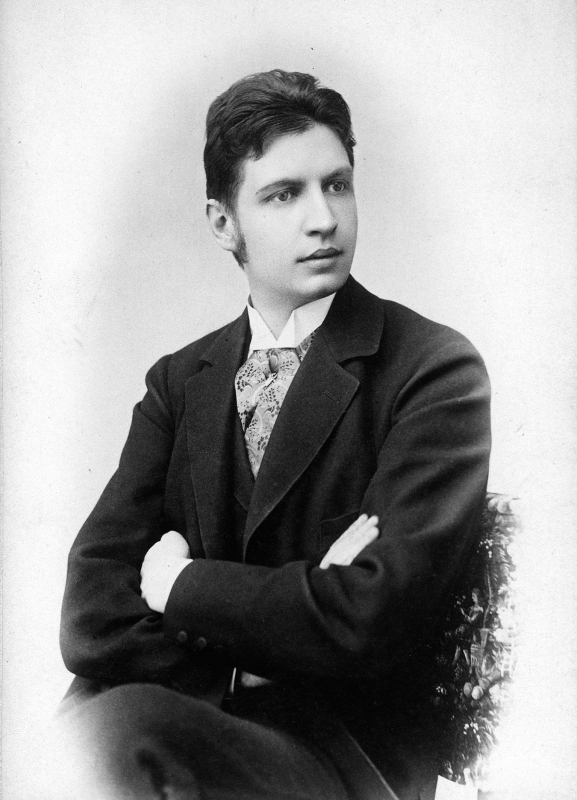
Alfred Zamara in jungen Jahren

Alfred Zamara (* 28. April 1863 in Wien; † 11. August 1940 ebenda) war ein österreichischer Komponist und Harfenist.

## Leben und Werk
Er war der Sohn des italienischen Musikers Antonio Zamara (1823–1901), der nach Wien gezogen war. Wie sein Vater wurde Alfred Zamara Harfenprofessor am Wiener Konservatorium. Er spielte am Wiener Hofburgtheater.
1884 schrieb er die Operette Der Doppelgänger. Victor Léon lieferte das Libretto. Das Stück wurde 1886 in München am Theater am Gärtnerplatz uraufgeführt und im folgenden Jahr im Theater an der Wien übernommen.
Er wurde auf dem Wiener Zentralfriedhof (Gruppe 56B, Reihe G2, Nummer 18) beerdigt.

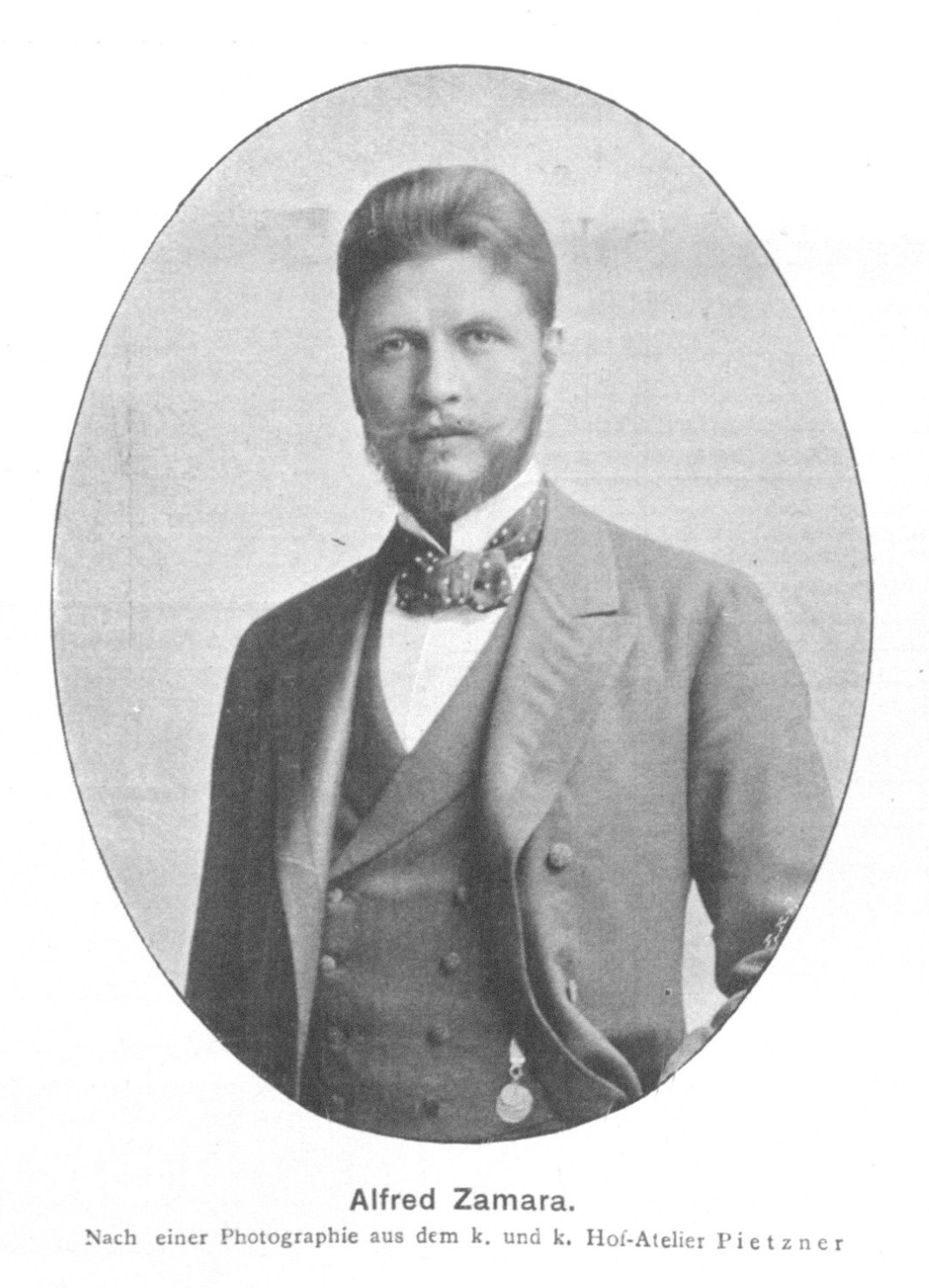
Alfred Zamara im Jahre 1901
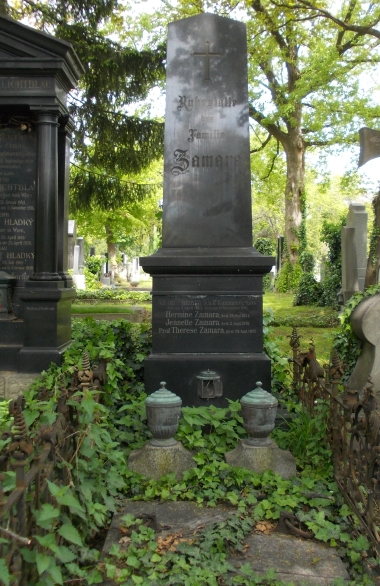
Grabstätte von Alfred Zamara
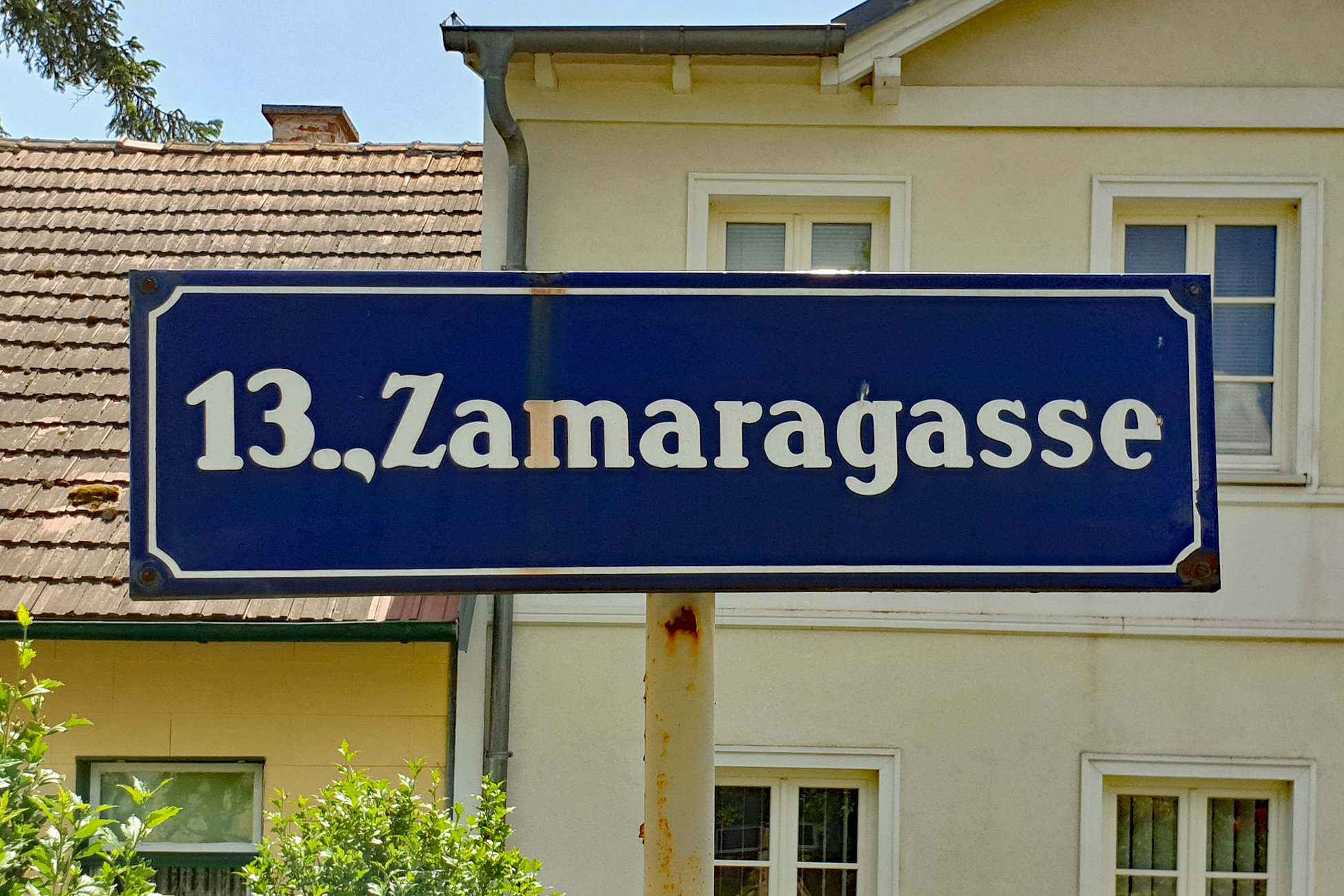
Straßenbenennung Zamaragasse in Wien

## Werke

### Opern
- Die Welfenbraut. 1894
- Der Goldschmied von Toledo. 1919 (gemeinsam mit Julius Bernhard Stern nach Melodien von Jacques Offenbach)

### Operetten
- Der Doppelgänger. UA 1886 München, Theater am Gärtnerplatz (Partitur – Internet Archive, Libretto).
- Die Königin von Arreja. Text von Léon
- Der Herr Abbé. Text von Léon und Franz Josef Brakl, UA 1889 München, Theater am Gärtnerplatz